# Bản lĩnh Kỷ Hiểu Lam

Bản lĩnh Kỷ Hiểu Lam (tiếng Trung: 铁齿铜牙纪晓岚, phiên âm: Tie Chi Tong Ya Ji Xiao Lan, tiếng Anh: The Bronze Teeth), là một bộ phim truyền hình cổ trang và hài hước Trung Quốc của đạo diễn Lưu Gia Thành. Phim gồm 4 phần, được phát sóng ở Hồng Kông trên kênh TVB Jade từ ngày 8 tháng 4 năm 2002 đến ngày 5 tháng 3 năm 2010.

## Nội dung
Bộ phim dựa trên câu truyện có thật về một đại học sĩ đời vua Càn Long, triều Thanh – Kỷ Hiểu Lam, một học sĩ ngay thẳng, tương phản với đại thần Hoà Thân tham lam. Cốt truyện tập trung xung quanh những vấn đề mà nhà Thanh phải đôi đầu, đồng thời nói lên một cách kín đáo vài quan điểm về hệ thống lãnh đạo hiện đại ngày nay hoặc trong bất cứ thời đại nào khác, và về sự tham nhũng đang dần lũng đoạn xã hội. Bản lĩnh Kỷ Hiểu Lam gồm 4 phần 5 câu chuyện:
Tiểu Nguyệt trở lại: Hòa Thân sắp xếp để Đỗ Tiểu Nguyệt, người đã mai danh ẩn tánh từ Cam Túc quay lại kinh thành lật lại vụ án cho chồng là Hà Văn Viễn, bị lộ thân phận. Càn Long và Kỷ Hiểu Lam vi phục xuất tuần Cam Túc, điều tra ngọn ngành.
Cáo mượn oai hùm: ở kinh thành có một nơi treo cao tấm bảng do Càn Long ngự bút, chuyên thu tiền giúp đương sự giải quyết tất cả khó khăn. Thực tế tấm bảng đó chỉ là giả mạo. Càn Long và Kỷ Hiểu Lam trong quá trình điều tra bị lộ thân phận, nguy hiểm đến tính mạng.
Bút đàm kỳ án: tình cờ quen biết trong một quán trà, Càn Long nảy sinh tình ý với Mai cô nương. Thật không ngờ Mai cô nương lại kêu Càn Long hành thích đương kim hoàng thượng.
Trung nghĩa từ: quốc khố trống rỗng, việc tu sửa Trung Nghĩa Từ do tướng quân Phúc Quý của Thịnh Kinh đảm nhiệm có nhiều khuất tất khiến Kỷ Hiểu Lam nghi ngờ.
Người trong cây cỏ: đến kinh thành tham dự hội thi đấu trà, Thiên Thiên hiểu lầm Hòa Thân là Kỷ Hiểu Lam. Vị phu nhân thứ 13 của Hòa Thân nghe lời khuyên giải của Kỷ Hiểu Lam, quyết định vạch trần tội chứng của Hòa Thân

## Diễn viên
- Trương Quốc Lập vai Kỷ Hiểu Lam
- Trương Thiết Lâm vai Càn Long
- Vương Cương vai Hoà Thân
- Viên Lập vai Đỗ Tiểu Nguyệt
- Hướng Năng vai Phúc Khang An
- Dương Lệ Thanh vai Mạc Sầu
- Trương Đình vai Lục Lan
- Trương Xuân Niên vai Lưu Toàn
- - Triệu Mẫn Phân vai Thái hậu (phần 1)
  - Nghiêm Mẫn Cầu vai Thái hậu (phần 2, 4)
  - Vương Lệ Viên vai Thái hậu (phần 3)